# Joachim Hamann
Pour les articles homonymes, voir Hamann.
Joachim Hamann, né le 18 mai 1913 à Kiel et décédé le 13 juillet 1945, est un officier de l'Einsatzkommando 3, une unité de l'Einsatzgruppe A, responsable de dizaines de milliers de morts (principalement juives) en Lituanie. Hamann a organisé et commandé le Rollkommando Hamann, une petite unité mobile de mise à mort composée de 8 à 10 Allemands et de plusieurs dizaines de collaborateurs lituaniens locaux et de la police de sécurité.

## Biographie
Hamann est de descendance allemande balte. Après une formation de chimiste, il rencontre des difficultés à trouver un emploi en raison de la Grande Dépression. Il rejoint la SA en août 1931, le parti nazi en décembre 1932 et la SS en juillet 1938. Lorsque la Seconde Guerre mondiale éclate, il sert dans la Wehrmacht lors de l'invasion de la Pologne et de la bataille de France en tant que parachutiste (Fallschirmjäger). Il rentre à Berlin où suit des cours de formation de la SS, avant d'être promu SS-Obersturmführer en mars 1941. Après l'invasion de l'Union soviétique les nazis, Hamann organise et commande l'unité d'escadron de la mort Rollkommando Hamann qui se rend responsable de la mort d'au moins 39 000 Juifs dans divers endroits de la Lituanie. L'unité assassine ensuite 9 102 personnes, à majorité juives, dans le ghetto de Daugavpils. Le supérieur de Hamann, Karl Jäger, documente ces meurtres dans le célèbre « rapport Jäger ». Néanmoins, l'historien Martin C. Dean impute le nombre de morts du Rollkommando Hamann à environ 60 000 Juifs rien qu'en Lituanie.
Hamann quitte la Lituanie en octobre 1941 et poursuit sa carrière dans la SS. En 1942, le SS- Hauptsturmführer Hamann participe à l'opération Zeppelin, un projet visant à recruter des prisonniers de guerre soviétiques pour mener des opérations d’espionnage et de sabotage derrière le front russe. À partir de 1943, il travaille dans le Amt IV du RSHA (Gestapo) au cours duquel il est impliqué dans l'arrestation et l'exécution de membres présumés du complot du 20 juillet 1944. Il est ensuite nommé assistant d'Ernst Kaltenbrunner, le directeur de l'office central de la sécurité du Reich. En janvier 1945, Hamann est promu SS-Sturmbannführer.
Afin d'éviter tout jugement, Hamann se suicide en juillet 1945.